# 同時性原則
同時性原則（德語：Simultanitätsprinzip, Koinzidenzprinzip）是針對故意犯罪的一項定罪原則，是指，犯罪構成要件的客觀部分實現之時，其故意也必須存在；且相應行為具有違法性與罪責。
例如，德國刑法規定，凡於行為時不知現有前提事實已符合犯罪構成要件而做出行為者，不以故意做出行為而論。此即是排除主觀故意、免於認定為故意犯罪之條件。若行為人主觀上對前提事實沒有認識，則其故意不存在，因而不符合任何故意犯罪之構成要件。
誤想防衛之所以免責或以過失犯罪而究責，即是由於行為人缺乏故意，而使相關事實不符合同時性原則。